# Vertramming

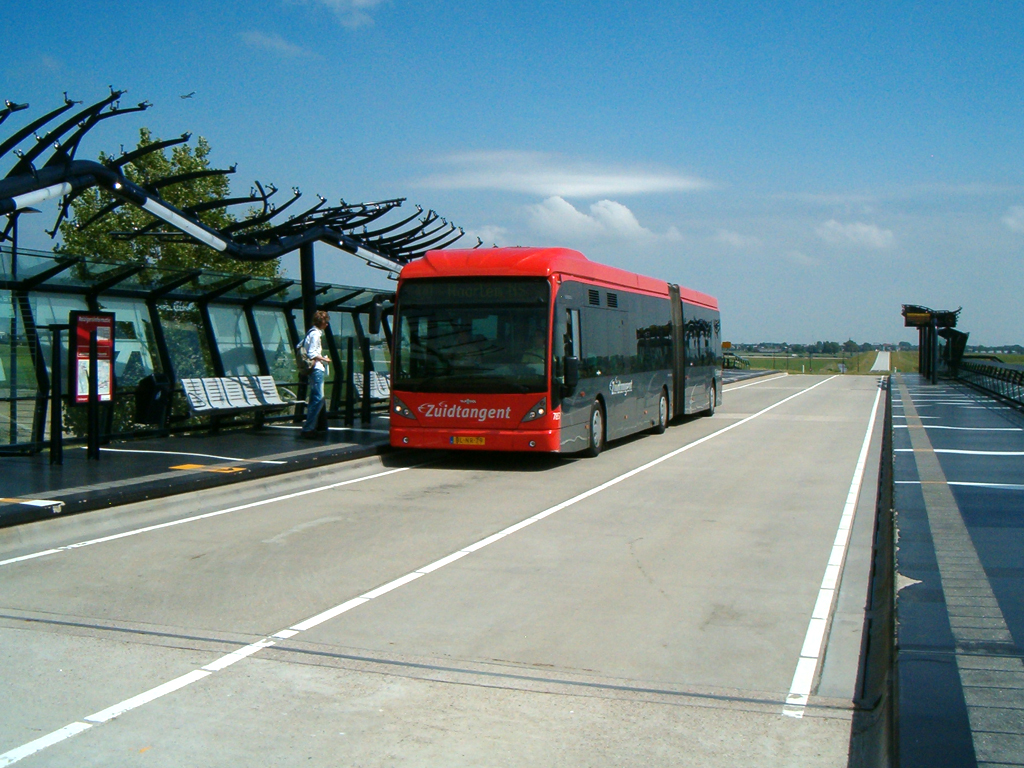
De Zuidtangent in de Haarlemmermeer, een kandidaat voor vertramming.

Vertramming is het omzetten van een bus- of spoorlijn of andere verkeersinfrastructuur in een tramlijn of sneltramlijn. Het kan dus zowel gebruikt worden voor het "opwaarderen" van een buslijn tot tramlijn, als voor het "versoberen" van een treindienst of sneltram tot een tramdienst. Men spreekt dan ook wel van verrailing voor het opwaarderen van een busdienst.
Het omgekeerde komt uiteraard ook voor. Wanneer een tramdienst (of treindienst) wordt vervangen door een buslijn, spreekt men van verbussing, wanneer een (interlokale) tram- of busdienst wordt vervangen door een treindienst, noemt men dat wel vertreining. Deze laatste term wordt ook gebruikt voor het vertreinen van vrachtvervoer over de weg, bijvoorbeeld met een Rollende Landstraße.

## Voorbeelden (Nederland)
- De Amsterdamse tramlijn 17 werd in 1956 verbust en in 1962 weer vertramd en verlengd.
- De Amsterdamse tramlijn 14 werd in 1942 opgeheven en keerde 40 jaar later in 1982 terug en verving buslijn 14.
- De Amsterdamse buslijn 326 werd in 2005 omgezet in tramlijn 26.
- In de jaren 80 en 90 van de twintigste eeuw waren er in Amsterdam vergevorderde plannen voor het omzetten van buslijn 15 in een tramlijn. Deze vertramming werd in 1993 afgeblazen. De huidige metrolijn 50 kan gezien zijn ringlijnkarakter  als opvolger van het tramplan beschouwd worden.
- De Haagse buslijn 2 (maar ook buslijnen 19 en 26) werd in 1983 vervangen door de nieuwe tramlijn 2.
- De Zuidtangent, een busdienst tussen Amsterdam, de Luchthaven Schiphol en Haarlem, is bij aanleg al grotendeels voorbereid op vertramming: de route kent ruime boogstralen en een grotendeels vrije baan.
- Het lag in de bedoeling om bij de aanleg van de Hanzespoorlijn het Kamperlijntje om te zetten in een tramdienst.
- Het traject in Buitenveldert en Amstelveen van de Amsterdamse metro/sneltramlijn 51 werd eind 2020 omgezet in een gewone "snelle" tram en tot die tijd was verbust.

## Andere voorbeelden
- In Karlsruhe rijden trams op deels nog bereden stukken spoorweg en ook oude spoortrajecten met 140 km/h.
- In Kassel en Nordhausen rijden trams die op zowel elektriciteit als diesel rijden om zo op oude stukken spoorweg te kunnen rijden.